# Biserica de lemn din Băișești
Biserica de lemn „Sfinții Voievozi” din Băișești, cunoscută și ca Biserica de lemn „Sfinții Arhangheli Mihail și Gavriil”, este un lăcaș de cult ortodox construit în anul 1778 în satul Băișești din comuna Cornu Luncii aflată în județul Suceava. Edificiul religios se află localizat în cimitirul satului, în apropierea drumului național DN 2E, ce leagă orașele Fălticeni și Gura Humorului, și are hramul Sfinții Arhangheli Mihail și Gavriil, sărbătorit la data de 8 noiembrie.
Biserica de lemn din Băișești a fost inclusă pe Lista monumentelor istorice din județul Suceava din anul 2015 la numărul 199, având codul de clasificare  SV-II-m-B-05492.

## Istoricul bisericii
Satul Băișești se află situat în comuna Cornu Luncii, pe drumul ce leagă orașele Fălticeni și Gura Humorului.
Biserica din Băișești a fost construită la sfârșitul secolului al XVIII-lea de către boierul Constantin Stroiescu, în cimitirul din localitate, fiind închinată Sfinților Arhangheli Mihail și Gavriil. Anul construcției este 1778.
Lăcașul de cult a suferit în timp diverse modificări. Astfel în secolul al XIX-lea au fost realizate câteva adăugiri. Ultimele modificări au avut loc în anul 1921, când acoperișul edificiului a fost schimbat și modificat, iar corpul bisericii a fost prelungit. În același an, lăcașul a fost sfințit.
În perioada 1988-1994, în apropiere de vechea biserică de lemn a fost ridicată o biserică nouă, de asemenea închinată Sfinților Arhangheli Mihail și Gavriil. Noua construcție a fost realizată din cărămidă, fiind acoperită cu tablă. Pictura bisericii a fost efectuată integral de către pictorul Dumbrava Liviu din Gura Humorului între anii 1990 și 1994, în tehnica fresco.

## Arhitectura bisericii
Monumentul are formă de navă, fără contraabsidă și fără absida altarului. Ferestrele sunt largi, de formă patrată, dând construcției un aspect de casă de locuit. Biserica are un acoperiș în patru ape, cu ușoare ruperi în pantă, ce prezintă o învelitoare din tablă zincată. Deasupra naosului se înalță o turlă falsă, de dimensiuni reduse. Aceasta este învelită complet în tablă, iar în vârful ei există o cruce. Alte două cruci sunt dispuse în extremitățile de est și de vest ale coamei acoperișului. Pentru a proteja edificiul de intemperii, pereții acestuia au fost placați cu scânduri dispuse vertical.